# Korónisz
Korónisz a görög mitológiában Apollón szerelme, Aszklépiosz anyja. Azonban az istennel való együttlét után Korónisz megcsalta Apollónt. Ezt a tettét egy varjú elmesélte a napistennek, aki bosszúból megölte Koroniszt. A halotti máglyán azonban megsajnálta még meg sem született gyermekét, így a magzatot kimentette Korónisz méhéből. A leány neve varjút jelent, és azóta ennek a madárnak a tollai feketék, ahol azelőtt fehérek voltak, gyászolva Koróniszt.